# Helicoverpa
Helicoverpa là một chi bướm đêm thuộc họ Noctuidae.

## Extant species
- Helicoverpa armigera - Cotton Bollworm Hübner, 1805
- Helicoverpa assulta (Guenée, 1852)
- Helicoverpa atacamae Hardwick, 1965
- Helicoverpa fletcheri Hardwick, 1965
- Helicoverpa gelotopoeon (Dyar, 1921)
- Helicoverpa hardwicki Matthews, 1999
- Helicoverpa hawaiiensis Quaintance & Brues, 1905
- Helicoverpa helenae Hardwick, 1965
- Helicoverpa pallida Hardwick, 1965
- Helicoverpa prepodes Common, 1985
- Helicoverpa punctigera Wallengren, 1860
- Helicoverpa toddi Hardwick, 1965
- Helicoverpa zea Boddie, 1850

## Extinct species
- Confused Moth (Helicoverpa confusa)
- Minute Noctuid Moth (Helicoverpa minuta)